# Luvanmusiq
Luvanmusiq é o quarto álbum de estúdio de Musiq Soulchild, o qual chegou ao número um na Billboard 200 em 2007.